# Llista de topònims de Castellolí
Llista de topònims (noms propis de lloc) del municipi de Castellolí, a l'Anoia
Informació actualitzada per un bot. Els canvis manuals es perdran quan s'actualitzi!

## edifici
| imatge | Nom                 | Ubicat a   | instància de | Detalls                         | coordenades                                                                           | Protecció                                  | Commons (més fotos)                          | Dades a WD                    |
| ------ | ------------------- | ---------- | ------------ | ------------------------------- | ------------------------------------------------------------------------------------- | ------------------------------------------ | -------------------------------------------- | ----------------------------- |
|        | Balneari de la Puda | Castellolí | edifici      | Estil: noucentisme              | 41° 35′ 58″ N, 1° 41′ 04″ E / 41.59937°N,1.68442°E ca:La Puda s/n, 08719, Castellolí. | bé integrant del patrimoni cultural català | Balneari de la Puda de Francolí (Castellolí) | Modifica les dades a Wikidata |
|        | fàbrica tèxtil      | Castellolí | edifici      | Estil: noucentisme 20th century | 41° 35′ 45″ N, 1° 41′ 47″ E / 41.59587°N,1.69648°E ca:Carrer de l'Amistat 390 msnm    | bé integrant del patrimoni cultural català | Fàbrica tèxtil (Castellolí)                  | Modifica les dades a Wikidata |

## entitat singular de població
| imatge | Nom                 | Ubicat a   | instància de                                   | Detalls | coordenades | Protecció | Commons (més fotos) | Dades a WD                    |
| ------ | ------------------- | ---------- | ---------------------------------------------- | ------- | --- | --------- | ------------------- | ----------------------------- |
|        | Castellolí          | Castellolí | entitat singular de població capital municipal | 646 hab | 41° 35′ 54″ N, 1° 42′ 02″ E / 41.59829°N,1.70057°E 394 msnm                                                                |           |                     | Modifica les dades a Wikidata |
|        | el Clot de la Bleda | Castellolí | entitat singular de població                   | 13 hab  | 41° 35′ 53″ N, 1° 40′ 36″ E / 41.59806231°N,1.676627398°E 393 msnm                                                         |           |                     | Modifica les dades a Wikidata |
|        | els Masets          | Castellolí | entitat singular de població                   | 0 hab   | 41° 34′ 21″ N, 1° 42′ 03″ E / 41.57236631°N,1.70093314°E ca:Els Masets. Camí dels Masets, s/n, 08719, Castellolí. 370 msnm |           |                     | Modifica les dades a Wikidata |

## església
| imatge | Nom                                              | Ubicat a   | instància de | Detalls                                                     | coordenades | Protecció                                  | Commons (més fotos)                               | Dades a WD                    |
| ------ | ------------------------------------------------ | ---------- | ------------ | ----------------------------------------------------------- | --- | ------------------------------------------ | ------------------------------------------------- | ----------------------------- |
|        | Mare de Déu del Remei de Castellolí              | Castellolí | església     | Estil: arquitectura popular 19th century                    | 41° 35′ 57″ N, 1° 41′ 04″ E / 41.59926°N,1.68444°E ca:Balneari de la Puda de Francolí. La Puda s/n, 08719, Castellolí.            | bé integrant del patrimoni cultural català | Santuari de la Mare de Déu del Remei (Castellolí) | Modifica les dades a Wikidata |
|        | Sant Feliu de la Vall                            | Castellolí | església     | Estil: arquitectura romànica 11st century                   | 41° 36′ 24″ N, 1° 41′ 00″ E / 41.6067°N,1.68347°E ca:Sant Feliu de la Vall d'Aguilera. Camí de Sant Feliu s/n, 08719, Castellolí. | bé cultural d'interès local                |                                                   | Modifica les dades a Wikidata |
|        | Sant Vicenç de Castellolí                        | Castellolí | església     | Estil: arquitectura barroca                                 | 41° 35′ 45″ N, 1° 42′ 08″ E / 41.59578°N,1.70221°E ca:Camí del Cementiri s/n, 08719, Castellolí.                                  | bé cultural d'interès local                | Església vella de Sant Vicenç (Castellolí)        | Modifica les dades a Wikidata |
|        | església parroquial de Sant Vicenç de Castellolí | Castellolí | església     | Estil: historicisme arquitectònic arquitectura popular 1940 | 41° 35′ 53″ N, 1° 41′ 54″ E / 41.59792°N,1.69832°E ca:Av. de la Unió, 5, 08719, Castellolí.                                       | bé integrant del patrimoni cultural català | Església nova de Sant Vicenç (Castellolí)         | Modifica les dades a Wikidata |

## masia
| imatge | Nom                                    | Ubicat a   | instància de | Detalls                                                          | coordenades | Protecció                                  | Commons (més fotos)       | Dades a WD                    |
| ------ | -------------------------------------- | ---------- | ------------ | ---------------------------------------------------------------- | --- | ------------------------------------------ | ------------------------- | ----------------------------- |
|        | Ca la Rosario                          | Castellolí | masia        |                                                                  | 41° 35′ 53″ N, 1° 41′ 07″ E / 41.5981905792122°N,1.6852730885713°E                                                                   |                                            |                           | Modifica les dades a Wikidata |
|        | Ca la Victòria                         | Castellolí | masia        |                                                                  | 41° 35′ 52″ N, 1° 41′ 02″ E / 41.5978249737933°N,1.68402060589932°E                                                                  |                                            |                           | Modifica les dades a Wikidata |
|        | Ca n'Aguilera                          | Castellolí | masia        |                                                                  | 41° 36′ 16″ N, 1° 41′ 16″ E / 41.6043627801015°N,1.68784784946151°E                                                                  |                                            |                           | Modifica les dades a Wikidata |
|        | Ca n'Estrada                           | Castellolí | masia        |                                                                  | 41° 36′ 28″ N, 1° 40′ 52″ E / 41.6078°N,1.681°E                                                                                      |                                            |                           | Modifica les dades a Wikidata |
|        | Cal Bep                                | Castellolí | masia        |                                                                  | 41° 36′ 13″ N, 1° 40′ 56″ E / 41.6036784479409°N,1.68235363815131°E                                                                  |                                            |                           | Modifica les dades a Wikidata |
|        | Cal Carles                             | Castellolí | masia        |                                                                  | 41° 36′ 30″ N, 1° 41′ 56″ E / 41.6084245020302°N,1.69890251602674°E                                                                  |                                            |                           | Modifica les dades a Wikidata |
|        | Cal Carreres                           | Castellolí | masia        |                                                                  | 41° 35′ 28″ N, 1° 43′ 58″ E / 41.5909858160879°N,1.73266676562102°E                                                                  |                                            |                           | Modifica les dades a Wikidata |
|        | Cal Francolí de Sant Feliu             | Castellolí | masia        |                                                                  | 41° 36′ 21″ N, 1° 40′ 40″ E / 41.6058971232142°N,1.67790427898431°E                                                                  |                                            |                           | Modifica les dades a Wikidata |
|        | Cal Francolí de la Pujada              | Castellolí | masia        | 18th century                                                     | 41° 35′ 56″ N, 1° 42′ 36″ E / 41.5988411207027°N,1.71009839297795°E ca:Camí de cal Francolí s/n, 08719, Castellolí.                  |                                            |                           | Modifica les dades a Wikidata |
|        | Cal Jaume Bruguers                     | Castellolí | masia        |                                                                  | 41° 35′ 13″ N, 1° 42′ 25″ E / 41.586926310852°N,1.707024417321°E                                                                     |                                            |                           | Modifica les dades a Wikidata |
|        | Cal Jesús Bruguers                     | Castellolí | masia        |                                                                  | 41° 35′ 45″ N, 1° 42′ 46″ E / 41.595853889144°N,1.71278560357525°E                                                                   |                                            |                           | Modifica les dades a Wikidata |
|        | Cal Josip                              | Castellolí | masia        |                                                                  | 41° 36′ 28″ N, 1° 41′ 01″ E / 41.6078092224023°N,1.68362568389215°E                                                                  |                                            |                           | Modifica les dades a Wikidata |
|        | Cal Justino                            | Castellolí | masia        |                                                                  | 41° 35′ 45″ N, 1° 40′ 32″ E / 41.5957744706527°N,1.67566317398693°E                                                                  |                                            |                           | Modifica les dades a Wikidata |
|        | Cal Lledó                              | Castellolí | masia        |                                                                  | 41° 35′ 54″ N, 1° 40′ 28″ E / 41.5982652475285°N,1.67452032283144°E 387 msnm                                                         |                                            |                           | Modifica les dades a Wikidata |
|        | Cal Llucià                             | Castellolí | masia        |                                                                  | 41° 35′ 47″ N, 1° 43′ 11″ E / 41.5964166599295°N,1.71962575842337°E                                                                  |                                            |                           | Modifica les dades a Wikidata |
|        | Cal Maure                              | Castellolí | masia        |                                                                  | 41° 36′ 39″ N, 1° 42′ 05″ E / 41.6107304372341°N,1.70130447806596°E                                                                  |                                            |                           | Modifica les dades a Wikidata |
|        | Cal Monjo                              | Castellolí | masia        |                                                                  | 41° 36′ 20″ N, 1° 40′ 56″ E / 41.6056419293766°N,1.68234968578445°E                                                                  |                                            |                           | Modifica les dades a Wikidata |
|        | Cal Pau Clos                           | Castellolí | masia        |                                                                  | 41° 35′ 42″ N, 1° 40′ 48″ E / 41.5950325369581°N,1.68006981663682°E                                                                  |                                            |                           | Modifica les dades a Wikidata |
|        | Cal Pere Jan                           | Castellolí | masia        | Estil: arquitectura eclèctica 20th century                       | 41° 35′ 48″ N, 1° 41′ 55″ E / 41.59653°N,1.69861°E ca:Cal Pere Jan. C. Llibertat s/n, 08719, Castellolí.                             | bé integrant del patrimoni cultural català | Cal Pere Jan (Castellolí) | Modifica les dades a Wikidata |
|        | Cal Pomers                             | Castellolí | masia        |                                                                  | 41° 36′ 03″ N, 1° 42′ 21″ E / 41.6009457164726°N,1.70582059098814°E                                                                  |                                            |                           | Modifica les dades a Wikidata |
|        | Cal Queló                              | Castellolí | masia        |                                                                  | 41° 36′ 22″ N, 1° 40′ 53″ E / 41.6060347668649°N,1.68126163746252°E                                                                  |                                            |                           | Modifica les dades a Wikidata |
|        | Cal Quim                               | Castellolí | masia        |                                                                  | 41° 35′ 51″ N, 1° 40′ 34″ E / 41.5974176447923°N,1.67600154672261°E                                                                  |                                            |                           | Modifica les dades a Wikidata |
|        | Cal Refilat                            | Castellolí | masia        |                                                                  | 41° 35′ 41″ N, 1° 41′ 11″ E / 41.5948242917052°N,1.68626530000627°E                                                                  |                                            |                           | Modifica les dades a Wikidata |
|        | Cal Riera                              | Castellolí | masia        |                                                                  | 41° 35′ 48″ N, 1° 40′ 46″ E / 41.5968011307354°N,1.67956582034867°E                                                                  |                                            |                           | Modifica les dades a Wikidata |
|        | Cal Serra                              | Castellolí | masia        |                                                                  | 41° 35′ 18″ N, 1° 41′ 37″ E / 41.58836732214°N,1.693555952435°E                                                                      |                                            |                           | Modifica les dades a Wikidata |
|        | Cal Ton                                | Castellolí | masia        |                                                                  | 41° 36′ 20″ N, 1° 41′ 49″ E / 41.6054379508012°N,1.69685043841104°E                                                                  |                                            |                           | Modifica les dades a Wikidata |
|        | Can Bosquer                            | Castellolí | masia        |                                                                  | 41° 35′ 47″ N, 1° 40′ 20″ E / 41.5963117601059°N,1.67226852795408°E                                                                  |                                            |                           | Modifica les dades a Wikidata |
|        | Can Guileró                            | Castellolí | masia        |                                                                  | 41° 34′ 09″ N, 1° 42′ 42″ E / 41.5690357973622°N,1.71161505350829°E                                                                  |                                            |                           | Modifica les dades a Wikidata |
|        | Can Jorba                              | Castellolí | masia        | 18th century                                                     | 41° 36′ 35″ N, 1° 41′ 08″ E / 41.6095957413557°N,1.6854735596422°E ca:Vall de Sant Feliu. Camí de Sant Feliu s/n, 08719, Castellolí. |                                            |                           | Modifica les dades a Wikidata |
|        | Can Mabres                             | Castellolí | masia        |                                                                  | 41° 35′ 09″ N, 1° 41′ 59″ E / 41.585733852932°N,1.6996074177688°E                                                                    |                                            |                           | Modifica les dades a Wikidata |
|        | Can Palà                               | Castellolí | masia        |                                                                  | 41° 35′ 17″ N, 1° 40′ 33″ E / 41.5881377636803°N,1.67577128839642°E                                                                  |                                            |                           | Modifica les dades a Wikidata |
|        | Can Soteres                            | Castellolí | masia        |                                                                  | 41° 34′ 55″ N, 1° 41′ 22″ E / 41.5818913922559°N,1.68952653658549°E                                                                  |                                            |                           | Modifica les dades a Wikidata |
|        | Can Tardà                              | Castellolí | masia        |                                                                  | 41° 36′ 58″ N, 1° 42′ 42″ E / 41.616017176643°N,1.71167656925953°E                                                                   |                                            |                           | Modifica les dades a Wikidata |
|        | Caseta de Cal Soteres                  | Castellolí | masia        |                                                                  | 41° 35′ 53″ N, 1° 43′ 56″ E / 41.5979984059007°N,1.73231357953933°E                                                                  |                                            |                           | Modifica les dades a Wikidata |
|        | Maset d'Artigues                       | Castellolí | masia        |                                                                  | 41° 35′ 20″ N, 1° 43′ 07″ E / 41.5889019507543°N,1.71856252854276°E ca:Cal Llucià                                                    |                                            |                           | Modifica les dades a Wikidata |
|        | Maset del Tort                         | Castellolí | masia        | 18th century                                                     | 41° 34′ 36″ N, 1° 42′ 31″ E / 41.5766227229276°N,1.70866938821475°E ca:Costes Roges. Camí del Maset del Tort s/n, 08719, Castellolí. |                                            |                           | Modifica les dades a Wikidata |
|        | Masets d'en Mabres                     | Castellolí | masia        |                                                                  | 41° 34′ 21″ N, 1° 42′ 03″ E / 41.5724443168005°N,1.70075236007148°E                                                                  |                                            |                           | Modifica les dades a Wikidata |
|        | Masoveria de Cal Bruguers              | Castellolí | masia        |                                                                  | 41° 35′ 20″ N, 1° 42′ 14″ E / 41.5888722942116°N,1.70386625035023°E                                                                  |                                            |                           | Modifica les dades a Wikidata |
|        | Masoveria de Cal Francolí de la Pujada | Castellolí | masia        |                                                                  | 41° 35′ 56″ N, 1° 42′ 38″ E / 41.5990088637783°N,1.71059902364184°E                                                                  |                                            |                           | Modifica les dades a Wikidata |
|        | can Muset                              | Castellolí | masia        | Estil: arquitectura modernista arquitectura popular 19th century | 41° 35′ 12″ N, 1° 42′ 52″ E / 41.586779°N,1.714406°E ca:Al sud-est del nucli de Castellolí 596 msnm                                  | bé integrant del patrimoni cultural català | Can Muset (Castellolí)    | Modifica les dades a Wikidata |
|        | can Parera                             | Castellolí | masia        | Estil: arquitectura popular 19th century                         | 41° 35′ 32″ N, 1° 40′ 52″ E / 41.59234°N,1.68108°E ca:Carrertera N-IIa, km 553,4 363 msnm                                            | bé integrant del patrimoni cultural català | Can Parera (Castellolí)   | Modifica les dades a Wikidata |
|        | el Racó                                | Castellolí | masia        |                                                                  | 41° 35′ 44″ N, 1° 43′ 41″ E / 41.5955904381266°N,1.72795718359743°E                                                                  |                                            |                           | Modifica les dades a Wikidata |
|        | la Casa Nova                           | Castellolí | masia        |                                                                  | 41° 35′ 53″ N, 1° 42′ 59″ E / 41.5981186436378°N,1.71636434097457°E                                                                  |                                            |                           | Modifica les dades a Wikidata |

## muntanya
| imatge | Nom                         | Ubicat a                               | instància de | Detalls | coordenades                                                                                        | Protecció | Commons (més fotos)     | Dades a WD                    |
| ------ | --------------------------- | -------------------------------------- | ------------ | ------- | -------------------------------------------------------------------------------------------------- | --------- | ----------------------- | ----------------------------- |
|        | Fembra Morta                | Castellolí Piera                       | muntanya     |         | 41° 34′ 54″ N, 1° 43′ 32″ E / 41.5816°N,1.72568°E ca:Extrem sud-est del terme municipal 685.3 msnm |           |                         | Modifica les dades a Wikidata |
|        | Puig d'Aguilera             | Òdena Castellolí                       | muntanya     |         | 41° 36′ 17″ N, 1° 40′ 15″ E / 41.6047885186°N,1.67081069484°E 626 msnm                             |           | Puig d'Aguilera (Ódena) | Modifica les dades a Wikidata |
|        | Puig del Francolí           | Castellolí                             | muntanya     |         | 41° 36′ 06″ N, 1° 43′ 02″ E / 41.6018°N,1.71725°E 577 msnm                                         |           | Puig del Francolí       | Modifica les dades a Wikidata |
|        | Turó de Dalt la Maça        | Castellolí la Pobla de Claramunt       | muntanya     |         | 41° 34′ 32″ N, 1° 41′ 12″ E / 41.5756°N,1.68667°E 552.1 msnm                                       |           |                         | Modifica les dades a Wikidata |
|        | Turó de l'Avellana          | la Pobla de Claramunt Piera Castellolí | muntanya     |         | 41° 33′ 56″ N, 1° 43′ 02″ E / 41.56560833°N,1.71711806°E 717 msnm                                  |           | Turó de l'Avellana      | Modifica les dades a Wikidata |
|        | Turó de la Creu d'en Mabres | Castellolí                             | muntanya     |         | 41° 34′ 43″ N, 1° 41′ 34″ E / 41.57869444°N,1.69282222°E 674.3 msnm                                |           |                         | Modifica les dades a Wikidata |
|        | Turó de la Mel              | Castellolí                             | muntanya     |         | 41° 35′ 58″ N, 1° 41′ 10″ E / 41.5994°N,1.68601°E 404 msnm                                         |           | Turó de la Mel          | Modifica les dades a Wikidata |
|        | Turó de la Monja            | Castellolí                             | muntanya     |         | 41° 34′ 56″ N, 1° 42′ 26″ E / 41.58228611°N,1.70713333°E 514.6 msnm                                |           |                         | Modifica les dades a Wikidata |
|        | el Catarro                  | Castellolí                             | muntanya     |         | 41° 36′ 09″ N, 1° 41′ 23″ E / 41.60259722°N,1.68983889°E 497 msnm                                  |           | El Catarro              | Modifica les dades a Wikidata |

## nucli de població
| imatge | Nom           | Ubicat a   | instància de                                           | Detalls | coordenades                                                                 | Protecció | Commons (més fotos) | Dades a WD                    |
| ------ | ------------- | ---------- | ------------------------------------------------------ | ------- | --------------------------------------------------------------------------- | --------- | ------------------- | ----------------------------- |
|        | Ca n'Alzina   | Castellolí | nucli de població nucli d'entitat singular de població | 24 hab  | 41° 35′ 44″ N, 1° 41′ 07″ E / 41.59551°N,1.68534°E 366 msnm                 |           |                     | Modifica les dades a Wikidata |
|        | Sant Feliu    | Castellolí | nucli de població nucli d'entitat singular de població | 23 hab  | 41° 36′ 16″ N, 1° 40′ 52″ E / 41.6044390647737°N,1.6812315536262°E 419 msnm |           |                     | Modifica les dades a Wikidata |
|        | els Pinyerets | Castellolí | nucli de població nucli d'entitat singular de població | 97 hab  | 41° 35′ 41″ N, 1° 42′ 32″ E / 41.594846930207°N,1.7090232300918°E 435 msnm  |           |                     | Modifica les dades a Wikidata |

## serra
| imatge | Nom               | Ubicat a                         | instància de | Detalls | coordenades                                                         | Protecció | Commons (més fotos) | Dades a WD                    |
| ------ | ----------------- | -------------------------------- | ------------ | ------- | ------------------------------------------------------------------- | --------- | ------------------- | ----------------------------- |
|        | Serra de la Monja | Castellolí Piera                 | serra        |         | 41° 34′ 27″ N, 1° 43′ 00″ E / 41.5742°N,1.71676°E 706 msnm          |           |                     | Modifica les dades a Wikidata |
|        | l'Empedrat        | Castellolí la Pobla de Claramunt | serra        |         | 41° 34′ 47″ N, 1° 40′ 50″ E / 41.57979167°N,1.68054167°E 552.1 msnm |           |                     | Modifica les dades a Wikidata |

## teuleria
| imatge | Nom                                            | Ubicat a   | instància de | Detalls                     | coordenades                                                       | Protecció                                  | Commons (més fotos) | Dades a WD                    |
| ------ | ---------------------------------------------- | ---------- | ------------ | --------------------------- | ----------------------------------------------------------------- | ------------------------------------------ | ------------------- | ----------------------------- |
|        | Les Moreres                                    | Castellolí | teuleria     | Estil: arquitectura popular | 41° 35′ 17″ N, 1° 43′ 48″ E / 41.58814°N,1.72988°E ca:Cal Soteres | bé integrant del patrimoni cultural català |                     | Modifica les dades a Wikidata |
|        | Teuleria de Cal Muset, Cal Jaume i Cal Soteras | Castellolí | teuleria     | Estil: arquitectura popular | 41° 35′ 12″ N, 1° 43′ 03″ E / 41.58679°N,1.71762°E ca:Cal Muset   | bé integrant del patrimoni cultural català |                     | Modifica les dades a Wikidata |

## Misc
| imatge | Nom                                   | Ubicat a   | instància de        | Detalls                                   | coordenades | Protecció                                            | Commons (més fotos)   | Dades a WD                    |
| ------ | ------------------------------------- | ---------- | ------------------- | ----------------------------------------- | --- | ---------------------------------------------------- | --------------------- | ----------------------------- |
|        | Mausoleu de Francesc Aguilera i Tardà | Castellolí | mausoleu            | Estil: arquitectura neoclàssica 1869      | 41° 36′ 24″ N, 1° 41′ 00″ E / 41.6066°N,1.68334°E ca:Sant Feliu de la Vall d'Aguilera. Camí de Sant Feliu s/n, 08719, Castellolí. | bé integrant del patrimoni cultural català           |                       | Modifica les dades a Wikidata |
|        | Polígon industrial Can Perera         | Castellolí | polígon industrial  |                                           | 41° 35′ 28″ N, 1° 40′ 55″ E / 41.5911813428739°N,1.68197195647726°E                                                               |                                                      |                       | Modifica les dades a Wikidata |
|        | Pont Vell                             | Castellolí | pont                |                                           | 41° 35′ 56″ N, 1° 42′ 15″ E / 41.5989815816685°N,1.70416793575523°E                                                               |                                                      |                       | Modifica les dades a Wikidata |
|        | Torre dels Moros                      | Castellolí | torre de sentinella | Estil: arquitectura popular               | 41° 36′ 17″ N, 1° 42′ 18″ E / 41.60473°N,1.70493°E ca:Hort del Bonhome (Cal Tardà)                                                | bé integrant del patrimoni cultural català           |                       | Modifica les dades a Wikidata |
|        | casa consistorial de Castellolí       | Castellolí | casa consistorial   |                                           | 41° 35′ 53″ N, 1° 42′ 01″ E / 41.598113°N,1.7003996°E                                                                             |                                                      |                       | Modifica les dades a Wikidata |
|        | castell de Castellolí                 | Castellolí | castell             | Estil: arquitectura romànica 12nd century | 41° 35′ 19″ N, 1° 42′ 30″ E / 41.58861111111111°N,1.7083305555555557°E ca:Camí de Cal Bruguers                                    | bé d'interès cultural bé cultural d'interès nacional | Castell de Castellolí | Modifica les dades a Wikidata |
|        | coves de Cal Llucià                   | Castellolí | cova                |                                           | 41° 35′ 22″ N, 1° 43′ 18″ E / 41.5894233464974°N,1.72170757136436°E                                                               |                                                      |                       | Modifica les dades a Wikidata |
|        | font del Tardà                        | Castellolí | font                |                                           | 41° 36′ 34″ N, 1° 42′ 41″ E / 41.6095467482327°N,1.71137328459392°E                                                               |                                                      |                       | Modifica les dades a Wikidata |